# 1463 Nordenmarkia
Az 1463 Nordenmarkia (ideiglenes jelöléssel 1938 CB) a Naprendszer kisbolygóövében található aszteroida. Yrjö Väisälä fedezte fel 1938. február 6-án, Turkuban.